# Natalus major
Natalus major é uma espécie de morcego da família Natalidae. É endêmica da ilha de Hispaniola (Haiti e República Dominicana).